# Lijst van voetbalinterlands Australië - Servië
Deze lijst van voetbalinterlands is een overzicht van alle officiële voetbalwedstrijden tussen de nationale teams van Australië en Servië. De landen hebben tot op heden twee keer tegen elkaar gespeeld, te beginnen met een groepswedstrijd bij het Wereldkampioenschap voetbal 2010 op 23 juni 2010 in Nelspruit (Zuid-Afrika). Het laatste duel, een vriendschappelijke wedstrijd, vond plaats in Melbourne op 7 juni 2011.

## Wedstrijden
| № | Plaats    | Datum        | Competitie        | Wedstrijd          | Uitslag |
| - | --------- | ------------ | ----------------- | ------------------ | ------- |
| 1 | Nelspruit | 23 juni 2010 | WK 2010           | Australië – Servië | 2 – 1   |
| 2 | Melbourne | 7 juni 2011  | Vriendschappelijk | Australië – Servië | 0 – 0   |

## Samenvatting
| Competitie        | Totaal gespeeld | Winst Australië | Gelijk | Winst Servië | Doelsaldo Australië – Servië |
| ----------------- | --------------- | --------------- | ------ | ------------ | ---------------------------- |
| WK-eindronde      | 1               | 1               | 0      | 0            | 2 − 1                        |
| Vriendschappelijk | 1               | 0               | 1      | 0            | 0 − 0                        |
| Totaal            | 2               | 1               | 1      | 0            | 2 − 1                        |

Wedstrijden bepaald door strafschoppen worden, in lijn met de FIFA, als een gelijkspel gerekend.

## Details

### Eerste ontmoeting
| WK 2010 (Nelspruit, Zuid-Afrika, 23 juni 2010): |              | |
| Australië | 2 – 1        | Servië |
| Tim Cahill 69' Brett Holman 73' | goals        | 84' Marko Pantelić |
| Pim Verbeek | bondscoach   | Radomir Antić |
| Mark Schwarzer Luke Wilkshire 82' Michael Beauchamp Lucas Neill David Carney Jason Culina Carl Valeri 65' Brett Emerton Tim Cahill Mark Bresciano 66' Joshua Kennedy | opstellingen | Vladimir Stojković Branislav Ivanović Nemanja Vidić Aleksandar Luković Ivan Obradović 77' Zdravko Kuzmanović Dejan Stanković 62' Miloš Krasić Miloš Ninković Milan Jovanović 67' Nikola Žigić |
| Brett Holman 65' Scott Chipperfield 66' Richard Garcia 82' | wissels      | 62' Zoran Tošić 67' Marko Pantelić 77' Danko Lazović |
| Michael Beauchamp 49' Luke Wilkshire 50' Brett Emerton 67' | gele kaarten | 18' Aleksandar Luković 59' Miloš Ninković |

### Tweede ontmoeting
De tweede ontmoeting tussen de nationale voetbalploegen van Australië en Servië vond plaats op 7 juni 2011. Het vriendschappelijke duel, bijgewoond door 28.149 toeschouwers, werd gespeeld in het Etihad Stadium in Melbourne, en stond onder leiding van scheidsrechter Minoru Tōjō uit Japan. Hij deelde vier gele kaarten uit. Bij Servië maakten twee spelers hun debuut voor de nationale ploeg: Milan Vilotić (Rode Ster) en Branislav Jovanović (FK Rad).
| Vriendschappelijk (Melbourne, Australië, 7 juni 2011): |              | |
| Australië | 0 – 0        | Servië |
| | goals        | |
| Holger Osieck | bondscoach   | Vladimir Petrović |
| Adam Federici Sasa Ognenovski Lucas Neill 58' Michael Zullo 46' Matt McKay Mile Jedinak 74' Brett Holman Brett Emerton 58' Luke Wilkshire 58' Carl Valeri Archie Thompson 66'                    | opstellingen | Damir Kahriman Ivan Obradović Milan Vilotić 74' Nenad Tomović 65' Slobodan Rajković Radoslav Petrović 65' Adem Ljajić 65' Zdravko Kuzmanović 89' Zoran Tošić 84' Dejan Stanković Jovan Damjanović |
| James Troisi 46' Rhys Williams 58' Jon McKain 58' Dario Vidošić 58' Robbie Kruse 66' Neil Kilkenny 74' Mitchell Langerak Nathan Coe Mark Milligan Matthew Špiranović Joshua Kennedy Alex Brosque | wissels      | 65' Neven Subotić 65' Vesko Trivunović 65' Ranko Despotović 74' Milan Biševac 84' Branislav Ivanović 89' Marko Mirić Željko Brkić Bojan Šaranov Pavle Ninkov Dušan Petronijević                   |
| Carl Valeri 56' Mile Jedinak 72' Jon McKain 85' | gele kaarten | 45' Nenad Tomović |

FFA · A-internationals · Selecties · Bondscoaches · Australisch vrouwenelftal · Australië U21 · Australië U20 · Australië U19 · Australië U18 · Australië U17
1920 – 1929 · 
1930 – 1939 · 
1940 – 1949 · 
1950 – 1959 · 
1960 – 1969 · 
1970 – 1979 · 
1980 – 1989 · 
1990 – 1999 · 
2000 – 2009 · 
2010 – 2019 ·
2020 − 2029
WK 1974 ·
WK 2006 ·
WK 2010 · 
WK 2014 · 
WK 2018
OS 1956 · 
OS 1988 · 
OS 1992 · 
OS 1996 · 
OS 2000 · 
OS 2004 · 
OS 2008 · 
OS 2020
1922 ·
1923 · 
1924 · 
1925–1932 ·
1933 ·
1934–1935 ·
1936 ·
1937 ·
1938 ·
1939–1946 ·
1947 · 
1948 · 
1949 ·
1950 · 
1951–1953 ·
1954 · 
1955 · 
1956 · 
1957 ·
1958 · 
1959–1964 · 
1965 · 
1966 ·
1967 ·
1968 ·
1969 · 
1970 · 
1971 ·
1972 · 
1973 · 
1974 · 
1975 · 
1976 · 
1977 · 
1978 · 
1979 · 
1980 · 
1981 · 
1982 · 
1983 · 
1984 · 
1985 · 
1986 · 
1987 · 
1988 · 
1989 · 
1990 · 
1991 · 
1992 · 
1993 · 
1994 · 
1995 · 
1996 · 
1997 · 
1998 · 
1999 · 
2000 · 
2001 · 
2002 · 
2003 · 
2004 · 
2005 · 
2006 · 
2007 · 
2008 · 
2009 · 
2010 · 
2011 · 
2012 · 
2013 ·
2014 · 
2015 · 
2016 ·
2017 ·
2018 ·
2019 ·
2020 ·
2021
Amerikaans-Samoa ·
Argentinië ·
Bahrein ·
Bangladesh ·
België ·
Brazilië ·
Bulgarije ·
Cambodja ·
Canada ·
Chili ·
China ·
Colombia ·
Cookeilanden ·
Costa Rica ·
DDR ·
Denemarken ·
Duitsland ·
Ecuador ·
Egypte ·
Engeland ·
Fiji ·
Filipijnen ·
Frankrijk ·
Ghana ·
Griekenland ·
Guam ·
Honduras ·
Hongarije ·
Hongkong ·
Ierland ·
India ·
Indonesië ·
Irak ·
Iran ·
Israël ·
Italië ·
Jamaica ·
Japan ·
Jordanië ·
Kameroen ·
Kenia ·
Kirgizië ·
Koeweit ·
Kroatië ·
Libanon ·
Liechtenstein ·
Maleisië ·
Marokko ·
Mexico ·
Nederland ·
Nepal ·
Nieuw-Caledonië ·
Nieuw-Zeeland ·
Nigeria ·
Noord-Ierland ·
Noord-Korea ·
Noord-Macedonië ·
Noorwegen ·
Oezbekistan ·
Oman ·
Palestina ·
Papoea-Nieuw-Guinea ·
Paraguay ·
Peru ·
Polen ·
Qatar ·
Roemenië ·
Salomonseilanden ·
Samoa ·
Saoedi-Arabië ·
Schotland ·
Servië ·
Singapore ·
Slovenië ·
Slowakije ·
Spanje ·
Syrië ·
Tadzjikistan ·
Tahiti ·
Taiwan ·
Thailand ·
Tonga ·
Tsjechië ·
Tsjecho-Slowakije ·
Tunesië ·
Turkije ·
Uruguay ·
Vanuatu ·
Venezuela ·
Verenigde Arabische Emiraten ·
Verenigde Staten ·
Vietnam ·
Wales ·
Zimbabwe ·
Zuid-Afrika ·
Zuid-Korea ·
Zuid-Vietnam ·
Zweden ·
Zwitserland
Amerikaans-Samoa (2001) · 
Argentinië (2022) ·
Brazilië (1997) · 
Brazilië (2006) · 
Chili (2014) · 
Denemarken (2018) · 
Denemarken (2022) · 
Duitsland (2010) · 
Frankrijk (2018) · 
Italië (2006) · 
Japan (2006) · 
Kroatië (2006) · 
Nederland (2014) · 
Peru (2018) · 
Spanje (2014) · 
Zuid-Korea (2015, 2)
FSS · A-internationals · Bondscoaches · Statistieken · Servisch vrouwenelftal · Olympisch elftal · Servië U21 · Servië U20 · Servië U19 · Servië U17 · Servië en Montenegro U19 · Servië en Montenegro U17
2003 – 2006** · 
2006 – 2009 · 
2010 – 2019 ·
2020 − 2029
EK 2008 · 
EK 2012 · 
EK 2016 ·
EK 2020
WK 2006** · 
WK 2010 · 
WK 2014 · 
WK 2018 ·
WK 2022
OS 2004** · 
OS 2008 · 
OS 2012 ·
OS 2016 ·
OS 2020
2006 · 
2007 · 
2008 · 
2009 · 
2010 · 
2011 · 
2012 · 
2013 · 
2014 · 
2015 · 
2016 ·
2017 ·
2018 ·
2019 ·
2020 ·
2021 ·
2022
Albanië ·
Algerije ·
Andorra ·
Armenië ·
Australië ·
Azerbeidzjan ·
Bahrein ·
België ·
Bolivia ·
Brazilië ·
Bulgarije ·
Chili ·
China ·
Colombia ·
Costa Rica ·
Cyprus ·
Denemarken ·
Dominicaanse Republiek ·
Duitsland ·
Engeland ·
Estland ·
Faeröer ·
Finland ·
Frankrijk ·
Georgië ·
Ghana ·
Griekenland ·
Honduras ·
Hongarije ·
Ierland ·
Israël ·
Italië ·
Jamaica ·
Japan ·
Jordanië ·
Kameroen ·
Kazachstan ·
Kroatië · 
Litouwen ·
Luxemburg ·
Marokko ·
Mexico ·
Moldavië ·
Montenegro ·
Nieuw-Zeeland ·
Nigeria ·
Noord-Ierland ·
Noord-Macedonië ·
Noorwegen ·
Oekraïne ·
Oostenrijk ·
Panama ·
Paraguay ·
Polen ·
Portugal ·
Qatar ·
Roemenië ·
Rusland ·
Schotland ·
Slovenië ·
Spanje ·
Tsjechië ·
Turkije ·
Verenigde Staten ·
Wales ·
Zuid-Afrika ·
Zuid-Korea ·
Zweden ·
Zwitserland
Brazilië (2018) · 
Costa Rica (2018) · 
Duitsland (2010) · 
Ghana (2010) · 
Kameroen (2022) · 
Zwitserland (2018)
** = Onder de naam Servië en Montenegro